# Cahiers ERTA
Cahiers ERTA – recenzowane czasopismo naukowe wydawane przez Wydawnictwo Uniwersytetu Gdańskiego. W 2006 roku troje pracowników Uniwersytetu Gdańskiego – Ewa Małgorzata Wierzbowska, Tomasz Swoboda oraz Olga Wrońska – założyli grupę badawczą ERTA. Jednym z założeń grupy było zapoczątkowanie cyklu monografii Autour de... (pol. "Wokół..."). Ukazały się dwie monografie, w 2008 i 2011 roku. W 2012 roku grupa ERTA przyjęła nowych członków (Katarzyna Kotowska, Jadwiga Bodzińska-Bobkowska, Paulina Tarasewicz) i stworzyła Pracownię badań nad nowoczesną literaturą francuskojęzyczną, zajmującą się piśmiennictwem od XVIII wieku aż do najwspółcześniejszych publikacji. W tym samym roku grupa zdecydowała o przekształceniu cyklu monografii w czasopismo, co skonkretyzowało się w 2013 roku, wraz z ukazaniem się trzeciego tomu. W 2017 roku z Pracowni wyłoniło się Atelier littéraire, kierowane przez Katarzynę Kotowską.